# Gotham City Impostors
Gotham City Impostors è un videogioco multigiocatore sparatutto in prima persona free-to-play, ambientato nell'universo di Batman.
Sviluppato dalla Monolith Productions e pubblicato dalla Warner Bros. Interactive Entertainment, il videogioco è basato su due squadre che tentano di eliminarsi a vicenda: una squadra è vestita come Batman e l'altra come il suo arcinemico, il Joker.
È stato pubblicato per Xbox 360 tramite l'Xbox Live Arcade, per PlayStation 3 via PlayStation Network e Microsoft Windows tramite Games for Windows nel febbraio 2012. In seguito, è stato ripubblicato per Microsoft Windows come free-to-play il 30 agosto 2012 via Steam tramite Steamworks.

## Modalità di gioco
Gotham City Impostors è giocabile da un massimo di dodici giocatori in contemporanea. I giocatori possono personalizzare l'aspetto, i gadget e l'equipaggiamento del proprio personaggio. Il gioco include sia armi tradizionali sia armi create artigianalmente, come un lanciarazzi creato con una tubatura in PVC.
Il gioco si divide in quattro modalità:
- Deathmatch a squadre: le due squadre si sfidano cercando di uccidere i membri della squadra avversaria il più velocemente possibile.
- Suffumigazione: le due squadre si sfidano a prendere il controllo di tre affumicatori. Se vincono i Bats, i nemici vengono colpiti da sciami di pipistrelli; se vincono i Jokerz, i nemici vengono colpiti da una nuvola velenosa.
- Cacciatore di taglie: i membri delle due squadre devono raccogliere delle monete lasciate dalla morte di un giocatore per confermare l'uccisione (se viene ucciso un nemico) o per negare l'uccisione (se viene ucciso un alleato).
- Guerra psicologica: le due squadre si sfidano a rubarsi una batteria per portarla alla propria base e attivare una macchina per indebolire permanentemente i nemici.

Sono, inoltre, presenti delle "Sfide": giocate in solitaria, servono sia per guadagnare punti esperienza che permettono di salire di livello, sia per impratichirsi con le armi e i gadget del gioco.
Infine, c'è una modalità chiamata "Iniziazione", dove il leader dei Bats spiega al giocatore come utilizzare gadget e armi.

## Sviluppo e commercializzazione
Il gioco è basato sui numeri di Detective Comics n. 867-870. La premessa per la trama sarebbe che gli impostori sono stati creati da Winslow Health, un uomo che è stato vittima della tossina del Joker agli inizi della carriera di Batman. A seguito di narcotici che aveva ingerito prima di rimanere influenzato dalla tossina, Winslow sopravvisse, ma rimase paralizzato e pienamente cosciente per anni, i suoi lineamenti permanentemente deformati in un duplicato del volto del Joker. Quando ritrovò la piena mobilità, scoprirà che la sua ragazza Beth (anche lei coinvolta nell'attacco del Joker) è morta, divorata da dei corvi, a causa una disattenzione di Batman che l'ha lasciata dietro mentre tentava di catturare il criminale. Spinto dalla follia per i suoi eventi sfortunati, Winslow creerà uno speciale farmaco che rende chiunque a cui venga somministrato un Joker temporaneo, e nel frattempo si camuffa da Batman per reclutare gente per indossare le vesti dell'eroe, con l'intento di scatenare una guerra tra bande. Batman dedurrà la verità e cattura Winslow, ma rimarrà turbato quando il criminale dichiarerà convinto che Batman è colui che crea i suoi nemici.
Un corto animato del gioco è stato inserito in DC Nation Shorts. In seguito all'uscita del gioco, sono stati aggiunti nuovi contenuti scaricabili per tutte le piattaforme, che includono nuove armi, costumi e tre mappe (25º piano, Arkham Asylum, East Fine).
A causa della chiusura di Gamespy, alcuni server per PS3 sono stati chiusi il 31 maggio 2014. Dal 25 luglio 2014 tutti i server per PS3 sono stati chiusi.

## Accoglienza
Il gioco ha ricevuto 65/100 su Metacritic nella versione PC. La critica si divide a metà: da un lato molti pensano che sia lento nei tempi di caricamento in partita e che sia semplicemente una "copia" dei giochi di Call of Duty, dall'altro molti hanno apprezzato la grafica bizzarra e la grande varietà di personalizzazione dei personaggi.